# Don Chisciotte della Mancia
Don Chisciotte della Mancia, titolo completo L'Ingegnoso Gentiluomo Don Chisciotte della Mancia (in spagnolo El Ingenioso Hidalgo Don Quijote de la Mancha) è un romanzo di Miguel de Cervantes, pubblicato in due volumi, nel 1605 e 1615. Inizialmente il nome del personaggio era Don Qvixote [ˈdon kiˈʃote]. È considerata non solo la più influente opera del Siglo de Oro e dell'intero canone letterario spagnolo, ma un capolavoro della letteratura mondiale, e si può considerare il primo romanzo moderno. Vi si incontrano sia elementi del genere picaresco sia del romanzo epico-cavalleresco, nello stile del Tirant lo Blanch e del Amadís de Gaula. I due protagonisti, don Chisciotte e Sancio Panza, sono tra i più celebrati personaggi della letteratura di tutti i tempi.
Il pretesto narrativo ideato dall'autore è la figura dello storico Cide Hamete Benengeli, di cui Cervantes dichiara di aver ritrovato e fatto tradurre il manoscritto in arabo aljamiado, nel quale sono raccontate le vicende di don Chisciotte. Oltre l'artificio letterario dal forte valore parodico, l'invenzione di questo narratore inaffidabile e di altri filtri narrativi destinati a creare ambiguità nel racconto è una delle più fortunate innovazioni introdotte da Cervantes.
L'opera fu pubblicata nel 1605, quando l'autore aveva 57 anni. Il successo fu tale che Alonso Fernández de Avellaneda, pseudonimo di un autore fino ad oggi sconosciuto, pubblicò la continuazione nel 1614. Cervantes, disgustato da questo seguito, decise di scrivere un'altra avventura del don Quijote - la seconda parte - pubblicata nel 1615. Con oltre 500 milioni di copie, è uno dei romanzi più venduti della storia.
Miguel de Cervantes è stato anche un militare: egli stesso, nella premessa dell’opera Galatea, dedicata ad Ascanio Colonna, ricorda di aver servito come “camarero” ad Atri i Duchi Acquaviva e, in particolare, Giulio Acquaviva. Il romanziere descrive soprattutto il carattere sui generis del giovane Cardinale Giulio Acquaviva, un uomo maldestro, esaltato, maniaco di avventure e di gloria e incapace d’innalzarsi al di sopra della realtà. Proprio a seguito di una costrizione di Giulio Acquaviva, Cervantes venne colpito al petto ed alla mano sinistra (che rimarrà rovinata per sempre) durante una battaglia in mare (nel 1571 partecipando con la Flotta della Lega Santa nella battaglia di Lepanto). In molti ritengono che l’opera venne dedicata proprio al maldestro nobile atriano, vero ispiratore, quindi, del Don Chisciotte. Infatti, il nome del personaggio del romanzo, deriva dalle “chisciotte”, dei pantaloni, leggermente bombati in ventre e di color rosso, indossati abitualmente dal giovane ventiquattrenne Giulio Acquaviva.

## Trama
Il protagonista della vicenda - un uomo sulla cinquantina, forte di corporatura, asciutto di corpo e di viso - è un hidalgo spagnolo di nome Alonso Quijano, morbosamente appassionato di romanzi cavallereschi. Le letture condizionano a tal punto il personaggio da trascinarlo in un mondo fantastico, nel quale egli si convince di essere chiamato a diventare un cavaliere errante. Si mette quindi in viaggio, come gli eroi dei romanzi, per difendere i deboli e riparare i torti, e diventa così il cavaliere don Chisciotte della Mancia e inizia a girare per la Spagna. Nella sua follia, don Chisciotte trascina con sé un contadino del posto, Sancio Panza, cui promette il governo di un'isola a patto che gli faccia da scudiero.
Come tutti i cavalieri erranti, don Chisciotte sente la necessità di dedicare a una dama le sue imprese, e lo farà scegliendo Aldonza Lorenzo, una contadina sua vicina, da lui trasfigurata in una nobile dama e ribattezzata Dulcinea del Toboso.
Malauguratamente per don Chisciotte, la Spagna della sua epoca non è quella della cavalleria e nemmeno quella dei romanzi picareschi, pertanto per l'unico eroe rimasto le avventure sono scarsissime. La sua visionaria ostinazione lo spinge però a leggere la realtà con altri occhi. Inizierà quindi a scambiare i mulini a vento per giganti dalle braccia rotanti, i burattini con demoni, le greggi di pecore per eserciti arabi, i quali sottomisero la Spagna al loro dominio dal 711 al 1492. Combatterà questi avversari immaginari risultando sempre sonoramente sconfitto, e suscitando l'ilarità delle persone che assistono alle sue folli gesta. Dal canto suo, Sancio Panza sarà in alcuni casi la controparte razionale del visionario don Chisciotte, mentre in altri frangenti si farà coinvolgere dalle visioni del padrone.

## Prima parte

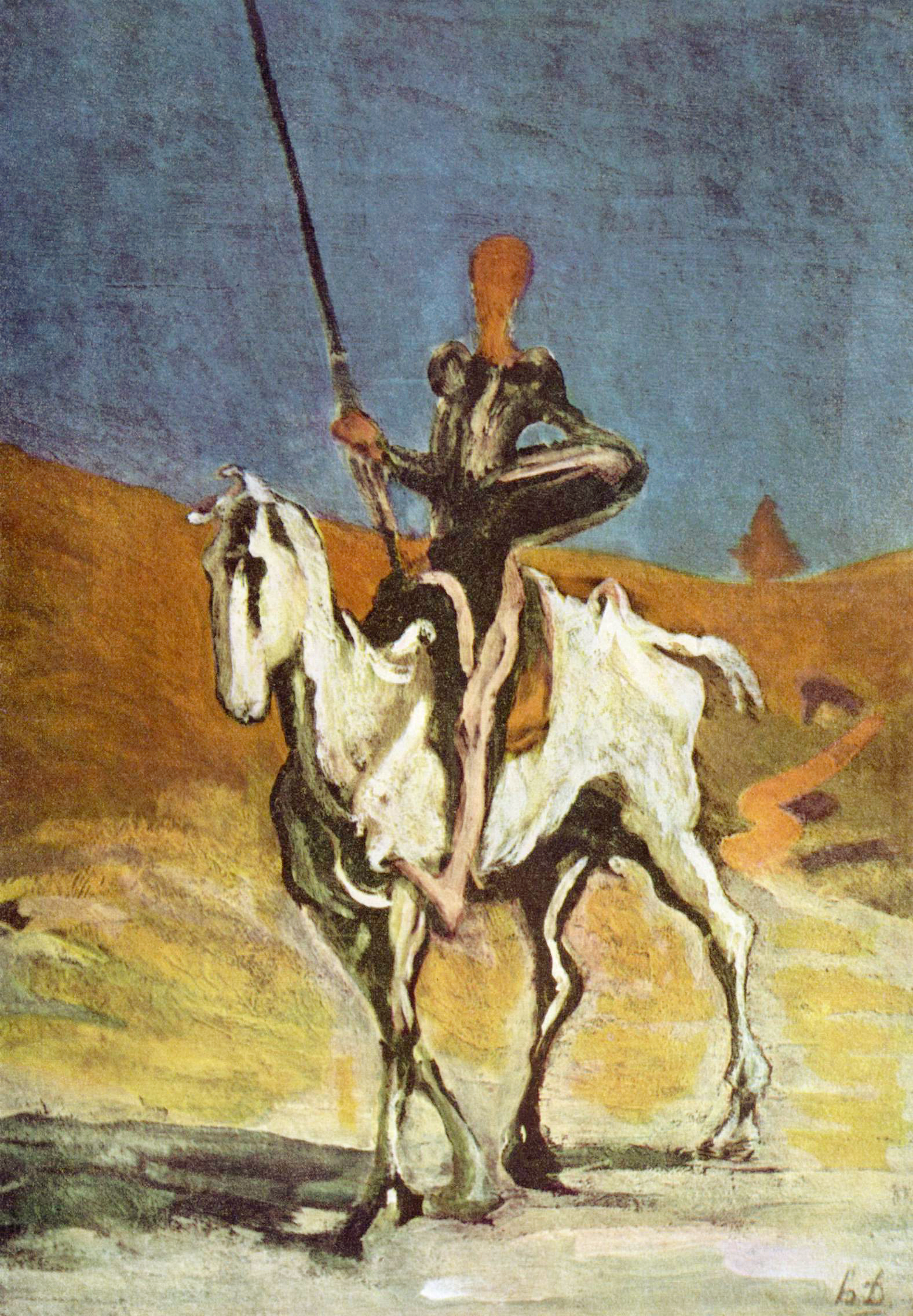
Don Chisciotte e Ronzinante, dipinto di Honoré Daumier.

La prima parte del romanzo è preceduta da un prologo tra l'arguto e il serio, nel quale l'autore si scusa per lo stile semplice e per la narrazione esile e "priva di citazioni".
Segue il primo capitolo che tratta delle condizioni, dell'indole e delle abitudini del nobiluomo don Alonso Chisciano, di un borgo della Mancia, di cui non vale la pena ricordare l'esatta denominazione:
Con lui vivono una governante sulla quarantina, una nipote di vent'anni e un domestico. Inaspettatamente, la passione per la letteratura cavalleresca si trasforma a un tratto in una forma di delirio, al che Alonso decide di farsi cavaliere errante e di andarsene armato a cavallo in giro per il mondo, facendo piazza pulita di tutte le ingiustizie, le prepotenze e i soprusi. Immagina come proprio futuro premio la corona di Imperatore di Trebisonda e così inizia a mettere in atto il suo progetto.
Come prima cosa ripulisce e rimette in sesto alcune armi che erano appartenute ai suoi avi; poi si reca dal suo ronzino che gli sembra, anche se malconcio, persino superiore al leggendario Bucefalo di Alessandro Magno. Poiché al ronzino manca un nome, don Alonso decide di chiamarlo Ronzinante, ovvero "primo fra tutti i ronzini del mondo"; solo in seguito pensa di nobilitare in qualche modo anche il proprio nome, e decide per "don Chisciotte della Mancia", un nome che pone in evidenza il suo lignaggio e onora la sua terra natale. Ma si rende conto che manca ancora qualcosa:

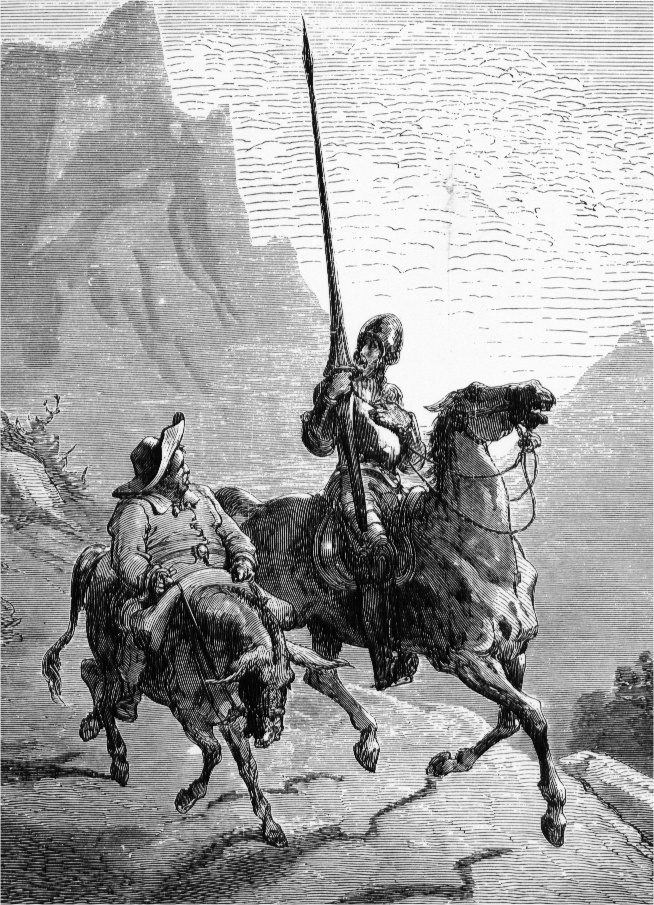
Don Chisciotte e Sancio Panza in un ritratto di Gustave Doré.

La donna dei sogni viene così identificata in una certa Aldonza Lorenzo, giovane contadina di un piccolo paese vicino che viene subito ribattezzata Dulcinea del Toboso, anche se rimarrà sempre all'oscuro di essere diventata la dama di tale cavaliere. Fatti tutti questi preparativi e preoccupato per i danni che può procurare al mondo tardando a partire, don Chisciotte si mette presto in viaggio. Cammin facendo si chiede come fare a battersi per nobili cause se nessuno lo aveva armato cavaliere. Il problema è risolto a fine giornata quando egli, giunto in un "nobile castello" (in realtà un'umile osteria) sottopone la questione al "castellano" (l'oste); resosi conto della pazzia del suo cliente, questi finge di essere un grande signore e con l'aiuto di due "donzelle" (due prostitute) lo arma cavaliere. All'alba, don Chisciotte lascia l'osteria felice e contento.
Nel bosco libera un ragazzo che era stato legato e picchiato da un contadino e riprende la strada alla ventura, quando incontra un gruppo di Toledo che si reca a comprare seta a Murcia; certo che siano cavalieri erranti, don Chisciotte grida loro di fermarsi e di dire che in tutto il mondo nessuna era più bella dell'Imperatrice della Castiglia-La Mancia, Dulcinea del Toboso. I mercanti si fanno gioco di lui e ne nasce una rissa in cui don Chisciotte cade malamente da cavallo e viene bastonato di santa ragione da uno stalliere.
Un contadino del suo paese, di ritorno dal mulino col carro, lo trova e lo riporta a casa dove la nipote e la governante erano in pensiero per la sua assenza. Il curato del paese e il barbiere, fattagli una visita, si rendono conto del suo stato e decidono di bruciargli tutti i libri di cavalleria nella speranza che guarisca. Invece don Chisciotte, dopo quindici giorni, convince un contadino del paese di nome Sancio Panza, di buon carattere ma non troppo sveglio, ad andare con lui in veste di scudiero, promettendogli di farlo governatore caso mai riuscissero a conquistare un'isola. Il contadino accetta e, salito sul suo asinello, parte con don Chisciotte in sella al suo ronzino per le vie del mondo.
Sono da poco in cammino quando si vedono all'orizzonte trenta o quaranta mulini a vento, che don Chisciotte scambia per smisurati giganti coi quali vuole subito battagliare. Malgrado gli ammonimenti di Sancio, egli si slancia a galoppo contro il primo mulino a vento, cadendo a terra e rimanendo piuttosto malconcio.
I due riprendono la strada e incontrano una comitiva costituita da due frati dell'ordine di San Benedetto, un cocchio con dentro una dama biscaglina diretta a Siviglia, quattro persone a cavallo di scorta e due mulattieri a piedi. Don Chisciotte scambia i due frati per degli incantatori e la dama per una principessa rapita e ordina loro di liberarla. Seguono altre zuffe.
Ripreso il cammino, i due giungono a un'osteria di campagna, che don Chisciotte scambia nuovamente per un castello, prendendo altresì le sguattere per delle principesse. In seguito incontra un gregge di pecore, prendendolo per un vasto esercito; vedendolo menare colpi agli animali con la lancia in resta, i pastori gli gridano di fermarsi, e poiché questo si rivela inutile, per poco non lo ammazzano:
A seguito di tale scontro, don Chisciotte perde due denti e da questo momento si chiamerà "Il Cavaliere dalla Trista Figura".
Un'altra volta capita a don Chisciotte e a Sancio di assistere a un funerale notturno; credendo che il catafalco sia la barella di un cavaliere ferito o morto, il cavaliere decide di far giustizia assalendo uno dei vestiti a lutto, spaventando e facendo scappare gli altri, che erano disarmati. Questa volta Sancio ammira veramente il valore del suo padrone e, quando il caduto si rialza, dice:
Le avventure di don Chisciotte proseguono con l'assalto a un barbiere che si recava a prestare i suoi servizi e al quale don Chisciotte toglie la catinella di rame che scambia per l'elmo di Mambrino; poi libera alcuni galeotti attaccando le guardie che li scortano. Infine, assalito dalle nostalgie d'amore, decide di ritirarsi a vita di penitenza tra i boschi della Sierra Morena in omaggio alla sua Dulcinea, e rimanda Sancio al paese affinché riferisca alla donzella le sue sofferenze d'amore. Quando il curato e il barbiere vengono a sapere da Sancio le ultime novità, riescono con un espediente a ricondurre a casa il penitente.
La prima parte del romanzo termina con quattro sonetti in memoria del valoroso don Chisciotte, di Dulcinea, di Ronzinante e di Sancio, seguiti da due epitaffi conclusivi, a dimostrazione che Cervantes non pensava allora di pubblicare la seconda parte del Don Chisciotte.

### Suddivisione in capitoli della prima parte
- Al duca di Béjar
- Prologo
- Al libro di Don Chisciotte della Mancia
- I. Il quale tratta della condizione e delle occupazioni del famoso gentiluomo Don Chisciotte della Mancia
- II. Prima sortita dell'ingegnoso Don Chisciotte dal proprio paese
- III. Dove si racconta il modo curioso con cui Don Chisciotte si fece armar cavaliere
- IV. Ciò che successe al nostro cavaliere dopo che fu partito dall'osteria
- V. Dove si continua il racconto della disgrazia del nostro cavaliere
- VI. Curioso inventario generale, che il curato e il barbiere fecero nella libreria del nostro ingegnoso gentiluomo
- VII. Seconda sortita del nostro bravo cavaliere Don Chisciotte della Mancia
- VIII. Brillante successo ottenuto dal valoroso Don Chisciotte nella spaventosa avventura dei mulini a vento, con altri avvenimenti degni di felice memoria
- IX. Dove si conclude e si dà termine alla meravigliosa battaglia, che fecero il gagliardo biscaglino e il valoroso Mancego
- X. Divertente conversazione fra Don Chisciotte e Sancio Panza suo scudiero
- XI. Quel che successe fra Don Chisciotte ed alcuni caprai
- XII. Quel che raccontò un altro capraio a quelli che eran con Don Chisciotte
- XIII. Fine del racconto della pastora Marcella, ed altri avvenimenti
- XIV. Dove si riportano i versi disperati del pastore morto, e si raccontano altri insperati avvenimenti
- XV. Nel quale si racconta la disgraziata avventura che si abbatté su Don Chisciotte per essersi imbattuto in alcuni spietati Yanguesi
- XVI. Quel che successe all'ingegnoso gentiluomo nell'osteria che egli prendeva per un castello
- XVII. Si continuano a narrare gli innumerevoli travagli che il fiero Don Chisciotte col suo buon scudiero Sancio Panza ebbe a soffrire nell'osteria, che per sua disgrazia aveva presa per un castello
- XVIII. Dove si riferisce il colloquio ch'ebbero tra loro Sancio Panza e Don Chisciotte suo padrone, con altre avventure degne d'esser raccontate
- XIX. Dei sensati discorsi che Sancio faceva al suo padrone; dell'avventura che gli capitò con un cadavere, ed altri famosi avvenimenti
- XX. Inaudita e mai più vista avventura, condotta a termine dal valoroso Don Chisciotte della Mancia, con molto minor pericolo che non ne abbia mai corso in simili congiunture cavaliere famoso nel mondo
- XXI. Che tratta della magnifica avventura e della ricca conquista dell'elmo di Mambrino, con altri fatti accaduti al nostro invincibile cavaliere
- XXII. Come Don Chisciotte rese la libertà a parecchi sciagurati, che eran condotti, loro malgrado, dove non avrebbero voluto andare
- XXIII. Quel che successe al famoso Don Chisciotte nella Sierra Morena, che fu una delle più straordinarie avventure raccontate in questa veridica storia
- XXIV. Continua l'avventura della Sierra Morena
- XXV. Avventure straordinarie che nella Sierra Morena successero al valoroso Cavaliere della Mancia: penintenza da lui fatta a imitazione del Beltenebroso
- XXVI. Dove si continua a raccontare le gentili imprese che in qualità d'innamorato fece Don Chisciotte nella Sierra Morena
- XXVII. Come il curato e il barbiere riuscirono nel loro disegno, ed altri fatti segni di essere raccontati in questa grande storia.
- XXVIII. Nuova e piacevole avventura successa al curato e al barbiere nello stesso luogo
- XXIX. Che tratta del curioso mezzo che si adoprò per togliere il nostro innamorato cavaliere alla durissima penitenza che s'era imposta
- XXX. Che fa vedere l'intelligenza della bella Dorotea con altre cose molto divertenti e interessanti
- XXXI. Piacevole conversazione tra Don Chisciotte e Sancio Panza ed altri avvenimenti
- XXXII. Ciò che successe nell'osteria a tutto il quartetto di Don Chisciotte
- XXXIII. Dove si racconta la novella intitolata «L'indagatore indiscreto»
- XXXIV. Continuazione della novella «L'indagatore indiscreto»
- XXXV. Che tratta della fierissima e straordinaria battaglia che Don Chisciotte sostenne con degli otri di vino rosso, e dove si dà fine alla novella «L'indagatore indiscreto»
- XXXVI. Che tratta di altre straordinarie avventure successe nell'osteria
- XXVII. Dove si continua la storia della famosa principessa Miccomiccona con altre graziose avventure
- XXVIII. Continua il curioso discorso che fece Don Chisciotte sulle armi e le lettere
- XXXIX. Nel quale il prigioniero racconta la sua vita e le sue avventure
- XL. Dove si continua la storia del prigioniero
- XLI. Nel quale il prigioniero continua il suo racconto
- XLII. Che tratta di altri fatti successi nell'osteria e di molte altre cose degne d'esser conosciute
- XLIII. In cui si racconta la piacevole storia del mulattiere insieme con altri straordinari avvenimenti successi nell'osteria
- XLIV. In cui continuano a narrarsi gli inauditi avvenimenti dell'osteria
- XLV. Nel quale si finisce di chiarire i dubbi sull'elmo di Mambrino e sul basto; insieme con altri fatti perfettamente veri
- XLVI. Notevole avventura degli arcieri della Santa Fratellanza, e gran fierezza del nostro buon cavaliere Don Chisciotte
- XLVII. Straordinario modo con cui fu incantato Don Chisciotte della Mancia ed altri famosi avvenimenti
- XLVIII. Nel quale il canonico prosegue a parlare sull'argomento dei libri cavallereschi e d'altre cose degne del suo ingegno
- XLIX. Nel quale si tratta dell'assennato colloquio che Sancio Panza ebbe col suo padrone
- L. Dotta disputa tra Don Chisciotte e il canonico, con altri avvenimenti
- LI. Ciò che raccontò il capraio agli accompagnatori di Don Chisciotte
- LII. Don Chisciotte litiga col capraio; e sorprendente avventura dei disciplinanti, che egli termina felicemente a prezzo del suo sudore

## Seconda parte

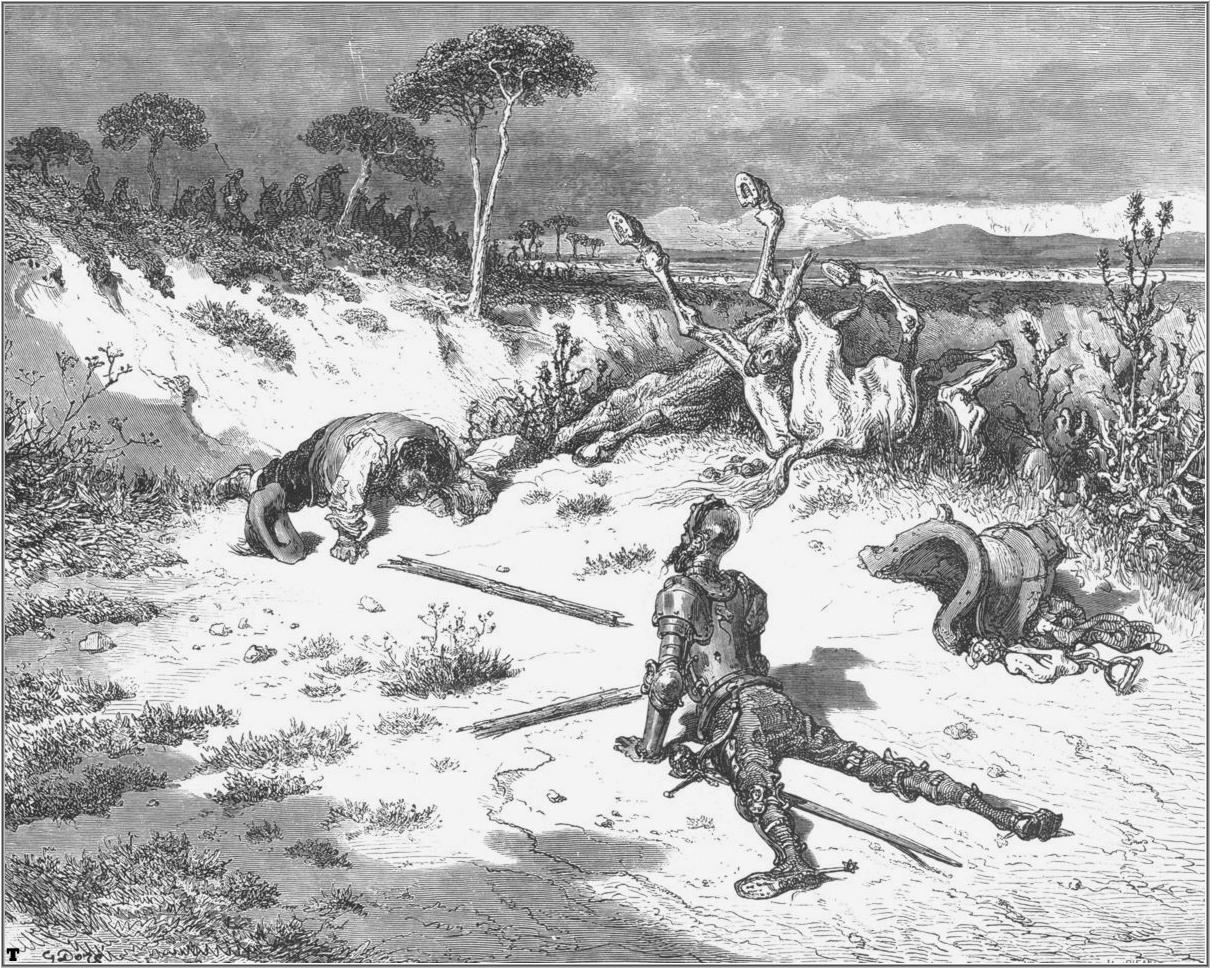
Don Chisciotte e Sancio Panza dopo la rovinosa caduta.

La seconda parte inizia con un "Prologo" al lettore, nel quale Cervantes allude al secondo Don Chisciotte, un apocrifo scritto da un autore con lo pseudonimo di Alonso Fernández de Avellaneda e pubblicato nel 1614, e alle discussioni che ne erano seguite, e promette di esaurire, con questa seconda parte, tutte le avventure dell'hidalgo fino alla morte e alla sepoltura.
Don Chisciotte è curato dalla sua vecchia governante e dalla nipote ma non guarisce e un giorno, all'insaputa di tutti, riprende le vie per il mondo insieme al suo fido Sancio. I due prendono subito la via per il Toboso perché don Chisciotte, prima di partire per altre avventure, desidera avere la benedizione della sua Dulcinea. Ma è molto difficile scovare questa luminosa bellezza, simbolo di tutte le perfezioni, perché il paese è tutto vicoli e casette e non si vede nemmeno un castello o una torre.
Sancio, che ha ormai capito quali sono i capovolgimenti operati dalla fantasia nel cervello di don Chisciotte, consiglia il padrone di ritirarsi nel bosco per evitare guai con gli abitanti, si offre per trovare la bellissima e si reca in paese. Al ritorno dice al padrone che tra non molto vedrà avanzare la principessa vestita in gran pompa seguita da due damigelle.

Sancio Panza risponde con grande stupore: 

Con gli occhi stralunati, Don Chisciotte si mette accanto a Panza e rimane senza parlare mentre nel suo animo si era già dato una spiegazione per quello che credeva un incantesimo. Quando le tre contadine se ne vanno egli esprime il suo pensiero a Sancio: 
Il povero don Chisciotte si trova in questo stato d'animo quando si imbatte in una compagnia di comici coi quali non riesce a mettersi d'accordo e viene messo in fuga da un fitto lancio di sassi.
Più avanti egli incontra il Cavaliere degli Specchi che lo sfida a duello con la condizione che il perdente sarebbe stato alle condizioni del vincitore; per un imprevisto don Chisciotte vince il duello. Lo sconfitto non è altro che uno studente di Salamanca, un certo Sansone Carrasco amico di don Chisciotte, che ricorre a quel trucco nella speranza di vincere il duello per ricondurlo al villaggio, ma non ci riesce.

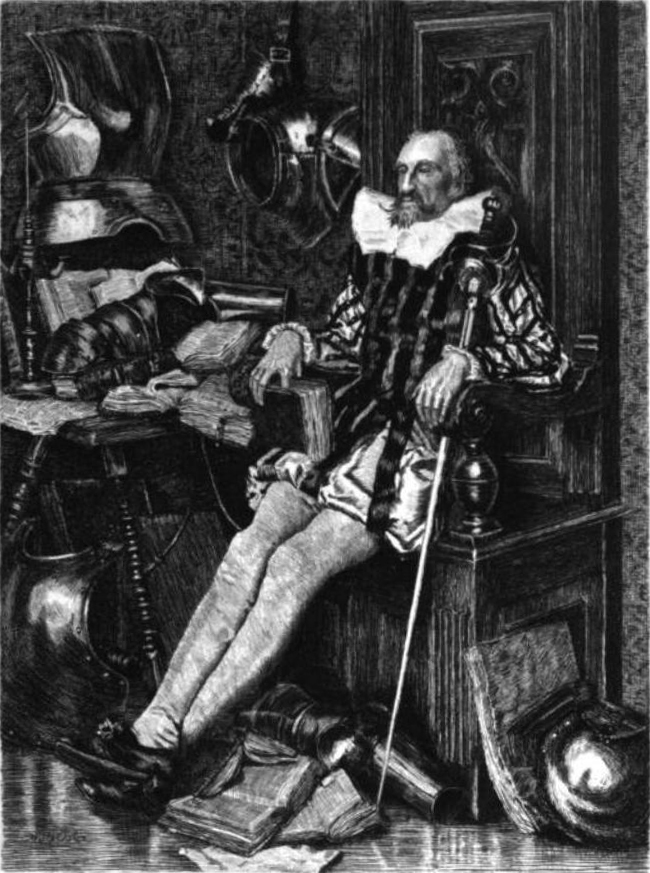
Alonso Chisciano (non ancora Don Chisciotte) nella sua biblioteca, tra i romanzi cavallereschi.

Don Chisciotte e Panza proseguono il cammino e incontrano un carro dentro al quale vi sono due leoni in gabbia. Don Chisciotte vuole misurarsi con uno dei leoni e apre la gabbia creando grande spavento tra i guardiani, ma i leoni annoiati restano nelle gabbie e gli voltano le spalle. A don Chisciotte rimarrà il nome di Cavaliere dei Leoni secondo l'usanza dei cavalieri erranti che potevano cambiare il nome quando volevano.
Testimone di questa ultima impresa è don Diego de Miranda, Cavaliere dal Verde Gabbano, che è felice di ospitare il suo scudiero. Mentre sono ospiti di don Diego, si celebra il matrimonio della bella Chilteria e del povero Basilio, e dopo le nozze don Chisciotte si fa calare, legato a una fune, nella grotta di Montesinos che si trova nel mezzo della Mancia, e quando ne esce racconta le cose più strane e fantastiche.
I due continuano la strada e le avventure. Un giorno incontrano il duca e la duchessa di Aragona che, avendo letto la prima parte delle avventure del Fantastico Nobiluomo don Chisciotte della Mancia, desiderano conoscere il cavaliere e ospitarlo con Sancio nel loro castello. I due accettano, al che il duca e la duchessa si divertono a prenderli in giro inscenando in un bosco una mascherata con maghi, demoni, donzelle e altri personaggi, e in seguito imbastiscono il dramma della contessa Trifaldi e delle sue dodici pulzelle che hanno il volto barbuto per un incantesimo del mago Malabruno. Don Chisciotte dovrà affrontare il mago nel suo paese cavalcando Clavilegno, un cavallo alato che in realtà è fatto di legno ed è carico di mortaretti, cosicché, quando Chisciotte e Sancio lo cavalcano bendati, il duca dà fuoco alle polveri e i due, dopo aver fatto un gran salto in aria, cadono sull'erba rompendo l'incantesimo. Più tardi il duca nomina Sancio governatore dell'isola di Barattaria, ma la vita è troppo complicata per il semplice scudiero che se ne ritorna dal suo padrone.
I due lasciano il castello alla volta di Barcellona e lungo la strada incontrano ancora tantissime avventure finché l'ultima, che pone fine alla vita del cavaliere errante, è la sfida che gli viene da Sansone Carrasco, lo studente di Salamanca, travestito da Cavaliere della Bianca Luna. Don Chisciotte lo incontra lungo la strada e l'altro lo sfida a confessare che la sua dama è più bella di Dulcinea. Il Cavaliere dei Leoni rimane allibito da tanta arroganza e accetta la sfida con il patto che il perdente si sarebbe consegnato nelle mani del vincitore. Carrasco usa ancora un trucco e stavolta batte don Chisciotte, che si consegna nelle sue mani e viene finalmente ricondotto a casa.
Una volta al villaggio, forse per l'abbattimento di essere stato vinto o per destino, viene colto da un'improvvisa febbre che lo tiene a letto per sei giorni. Malgrado la visita degli amici il cavaliere si sente molto triste e, al termine di un sonno di sei ore, si sveglia gridando che stava per morire e ringraziando Dio per aver riacquistato il senno. Don Chisciotte vuole confessarsi e in seguito fare testamento, e dopo qualche giorno, tra i pianti degli amici e soprattutto di Sancio, muore.
Per la sua sepoltura furono composti molti epitaffi tra i quali quello di Sansone Carrasco:
Giace qui l'hidalgo forte
che i più forti superò,
e che pure nella morte
la sua vita trionfò.
Fu del mondo, ad ogni tratto,
lo spavento e la paura;
fu per lui la gran ventura
morir savio e viver matto.

### Suddivisione in capitoli della seconda parte
- Dedica al conte di Lemos
- Prologo
- I. Conversazione che il curato e il barbiere ebbero con Don Chisciotte relativamente alla sua malattia
- II. Che tratta dell'importante contesa che Sancio Panza ebbe con la nipote e con la governante di Don Chisciotte, e d'altri ameni argomenti
- III. Ridicola conversazione fra Don Chisciotte, Sancio Panza e il baccelliere Sansone Carasco
- IV. Dove Sancio Panza schiarisce i dubbi e risponde alle domande del baccelliere Sansone Carrasco, con altri avvenimenti degni d'esser saputi e raccontati
- V. Spirito e divertente colloquio tra Sancio Panza e sua moglie Teresa Panza, e altri fatti degni di felice memoria
- VI. Ciò che successe a Don Chisciotte con la nipote e la governante; che è uno dei più importanti capitoli di tutta la storia
- VII. Quel che si dissero Don Chisciotte e il suo scudiero, ed altri famosissimi avvenimenti
- VIII. Dove si racconta quel che successe a Don Chisciotte quando andò a trovare madonna Dulcinea del Toboso
- IX. Dove si racconta quel che si vedrà
- X. Dove si racconta l'astuzia con cui Sancio incantò la signora Dulcinea ed altri fatti attrettanto buffi quanto veri
- XI. Strana avventura che successe al valoroso Don Chisciotte col carro o carretta del Corteo della Morte
- XII. Straordinaria avventura del valoroso Don Chisciotte col fiero Cavaliere degli Specchi
- XIII. Dove si continua l'avventura del Cavaliere del Bosco, col savio, originale e pacifico colloquio che ebbe luogo fra i due scudieri
- XIV. Dove continua l'avventura del Cavaliere del Bosco
- XV. Dove si dà notizia e si racconta chi erano il Cavaliere dagli Specchi e il suo scudiero
- XVI. Ciò che successe tra Don Chisciotte e un savio cavaliere della Mancia
- XVII. Dove si rende noto a quali estremi arrivò e poté arrivare l'inaudito coraggio di Don Chisciotte con l'avventura dei leoni felicemente condotta a termine
- XVIII. Ciò che successe a Don Chisciotte nel castello, o cosa che dir si voglia, del Cavaliere dal Verde Gabbano, con altri straordinari avvenimenti
- XIX. Dove si racconta l'avventura del pastore innamorato ed altri fatti davvero divertenti
- XX. Dove si raccontano le nozze di Camaccio il ricco e l'avventura di Basilio il povero
- XXI. Dove si continua a raccontare le nozze di Camaccio con altri spassosi avvenimenti
- XXII. Dove si rende conto della grande impresa della caverna di Montesino, situata nel cuore della Mancia; impresa felicemente menata al termine del valoroso Don Chisciotte della Mancia
- XXIII. Delle meraviglie che l'immenso Don Chisciotte raccontò d'aver visto in fondo alla caverna di Montesino, la cui impossibilità ed enormità fanno ritenere apocrifa quest'avventura
- XXIV. Dove si raccontano mille bagatelle altrattanto inutili quanto necessarie per intender bene questa grande storia
- XXV. Dove si fa cenno dell'avventura del raglio, della storia curiosa del burattinaio e delle memorabili predizioni della scimmia indovina
- XXVI. Dove continua la curiosa avventura del burattinaio con altri fatti molto belli davvero
- XXVII. Dove si racconta chi era Pietro e la sua scimmia, e il cattivo esito ch'ebbe l'intervento di Don Chisciotte nell'avventura del raglio, che egli non poté condurre a termine nel modo che aveva pensato e voluto
- XXVIII. Ciò che dice Benegeli, e che saprà chi leggerà, se lo leggerà con attenzione
- XXIX. La famosa avventura della barca incantata
- XXX. Ciò che successe a Don Chisciotte con una bella cacciatrice
- XXXI. Che tratta di molte e grandi cose
- XXXII. Della risposta che dette Don Chisciotte al suo censore con altri fatti seri e buffi
- XXXIII. Ameno colloquio che la Duchessa e le sue damigelle tennero con Sancio Panza, degno d'esser letto e preso in considerazione
- XXXIV. Che racconta come si venne a sapere il modo con cui si doveva disincantare l'impareggiabile Dulcinea del Toboso, che è una delle avventure più famose di questo libro
- XXXV. Dove si continua a parlare della notizia che ebbe Don Chisciotte sul modo di disincantare Dulcinea, con altri avvenimenti meravigliosi
- XXXVI. Dove si racconta la strana e mai immaginata avventura della Dama Tribolata altrimenti detta contessa Trifaldi e si riporta una lettera che Sancio Panza scrisse a sua moglie Teresa Panza
- XXXVII. Dove continua la famosa avventura della Dama Tribolatta
- XXXVIII. Dove si racconta quel che la Dama Tribolata narrò della sua triste sorte
- XXXIX. Dove la Trifaldi prosegue la sua sorprendente e mirabile storia
- XL. Altri fatti attinenti e relativi a questa avventura e a questa memorabile storia
- XLI. Arrivo di Chiavilegno e fine di questa lunga avventura
- XLII. Dei consigli che dette Don Chisciotte a Sancio Panza prima che andasse a governare la sua isola, ed altre importanti considerazioni
- XLIII. Gli altri consigli dati da Don Chisciotte a Sancio Panza
- XLIV. Come Sancio Panza fu condotto a prender possesso del suo governo e la strana avventura che nel castello capitò a Don Chisciotte
- XLV. Come il gran Sancio Panza prese possesso della sua isola, e del modo con cui cominciò a governare
- XLVI. Formidabile spavento campanaccesco e gattesco ch'ebbe Don Chisciotte durante l'amore dell'innamorata Altisidora
- XLVII. Nel quale si racconta il modo come governava Sancio
- XLVIII. Di ciò che successe a Don Chisciotte con Donna Rodriguez, la governante della Duchessa; ed altri avvenimenti degni di essere scritti e tramandati alla eterna memoria dei posteri
- XLIX. Ciò che successe a Sancio Panza nel fare la ronda per la sua isola
- L. Dove si spiega chi furono gli incantatori e i carnefici che picchiarono la dama di compagnia e presero Don Chiscotte a pizzicotti; e si narra che cosa accadde al paggio che portò la lettera a Teresa Panza, moglie di Sancio Panza
- LI. Come progrediva il governo di Sancio Panza; ed altre vicende da ritenersi buone
- LII. Dove si racconta l'avventura della seconda Tribolata o Angosciata Dama detta con altro nome Donna Rodriguez
- LIII. Travagliata fine e conclusione del governo di Sancio Panza
- LIV. Che tratta di cose riguardanti questa storia e non altre
- LV. Ciò che successe a Sancio durante il viaggio, ed altri fatti di cui mai si videro i maggiori
- LVI. Della straordinaria e mai più vista battaglia che successe fra Don Chisciotte della Mancia e lo staffiere Tosilo in difesa della figlia della dama di compagnia Donna Rodriguez
- LVII. Che tratta del modo con cui Don Chisciotte prese congedo del Duca, e di ciò che gli successe con la furba ebirichina Altisidora, damigella della Duchessa
- LVIII. Che tratta di come piovvero su Don Chisciotte tante avventure che una non dava tempo all'altra
- LIX. Dove si racconta lo straordinario caso che successe a Don Chisciotte e che si può tenere in conto d'avventura
- LX. Quel che successe a Don Chisciotte nell'andare a Barcellona
- LXI. Ciò che successe a Don Chisciotte nell'entrare in Barcellona, ed altre cose che hanno più l'aria d'essere vere che sensate
- LXII. L'avventura della testa incantata ed altre piccolezze che non si può fare a meno di raccontare
- LXIII. Dello spiacevole incidente successo a Sancio durante la visita alle galere, e l'originale avventura della bella moresca
- LXIV. Che tratta dell'avventura più spiacevole per Don Chisciotte di quante fin allora gliel'eran capitate
- LXV. Dove si rende noto chi era il Cavaliere dalla Bianca Luna, con la liberazione di Don Gregorio ed altri avvenimenti
- LXVI. Che tratta di ciò che vedrà chi lo leggerà, o che sentirà chi se lo farà leggere
- LXVII. Della decisione che prese Don Chisciotte di farsi pastore e di menar vita campestre, finché non fosse passato l'anno della clausura promessa, con altri fatti piacevoli e divertenti
- LXVIII. Un'avventura barbina di Don Chisciotte
- LXIX. Dove si narra l'avvenimento più straordinario che sia successo a Don Chisciotte in tutto il corso di questa grande storia
- LXX. Che vien dopo il sessantanove e contiene notizie indispensabili per l'intelligenza di questa storia
- LXXI. Ciò che successe tra Don Chisciotte e Sancio mentre tornavano al loro paese
- LXXII. Come Don Chisciotte e Sancio arrivarono al loro paese
- LXXIII. Dei presagi avuti da Don Chisciotte nell'entrare nel proprio paese, con altri avvenumenti che danno ornamento e credito a questa grande storia
- LXXIV. Malattia, testamento e morte di Don Chisciotte

## Significato e importanza delDon Chisciotte

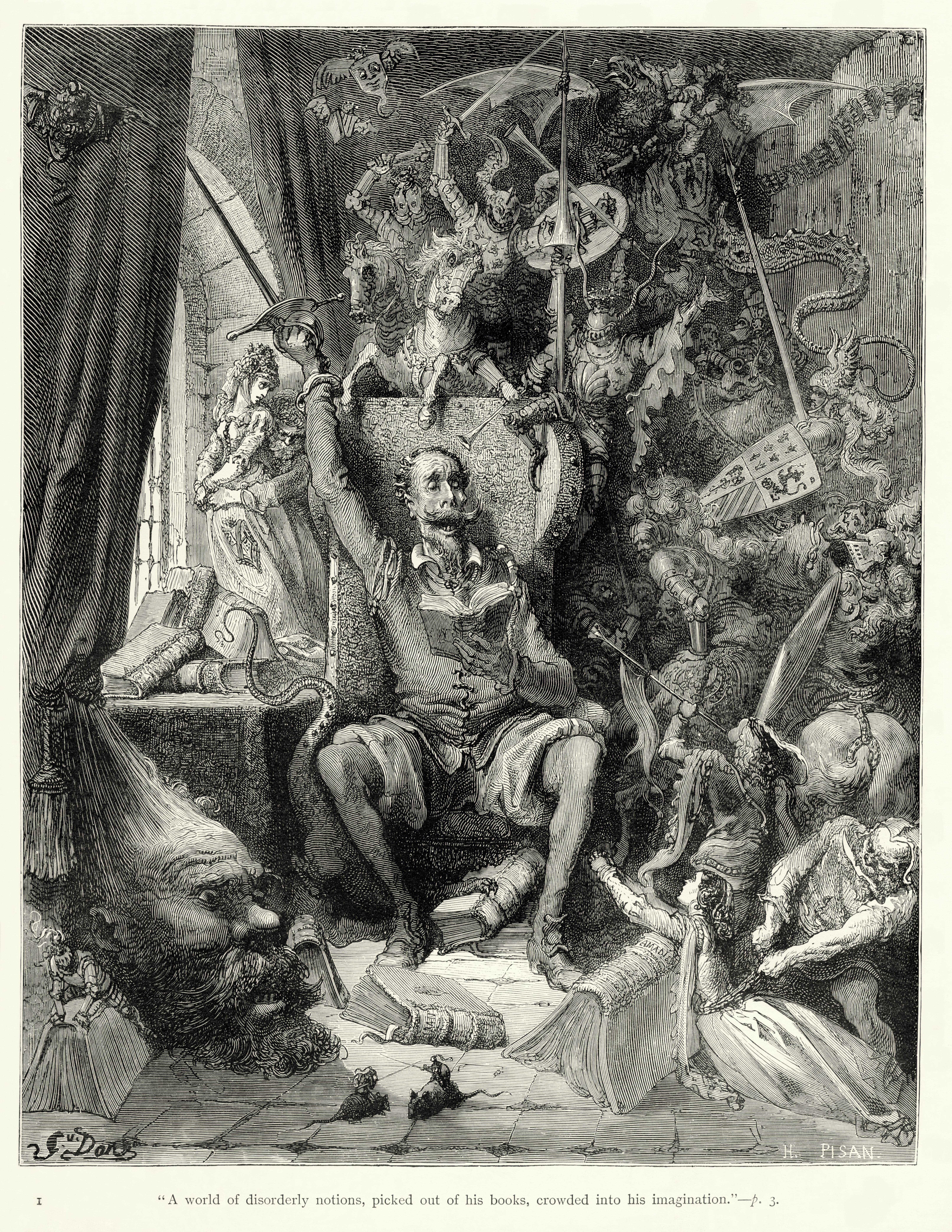
Don Chisciotte in un'illustrazione di Gustave Doré

Lo scopo di Cervantes è sottolineare l'inadeguatezza della nobiltà dell'epoca a fronteggiare i nuovi tempi che correvano in Spagna, un periodo storico caratterizzato infatti dal materialismo e dal tramonto degli ideali, e contraddistinto dal sorgere della crisi che dominerà il periodo successivo al secolo d'oro appena conclusosi. "Don Chisciotte lamenta la diabolica invenzione della polvere da sparo che aveva messo fine per sempre alla fase cavalleresca della guerra""[...]. Milan Kundera scrive che "il romanzo appare come una sarcastica conclusione di tutta la letteratura precedente: fantastica, eroica, piena di leggende e miti" e, citando Octavio Paz, che "lo humour è una grande invenzione dell'epoca moderna legata alla nascita del romanzo, e in particolare a Cervantes""[...] . Nel finale dell'opera Cervantes scrive: 
Il primo fine del romanzo, dichiarato esplicitamente nel Prologo dallo stesso Cervantes, è quello di ridicolizzare i libri di cavalleria e di satireggiare il mondo medievale, tramite il "folle" personaggio di don Chisciotte; in Spagna, la letteratura cavalleresca, importata dalla Francia, aveva avuto nel Cinquecento grande successo, dando luogo al fenomeno dei "lettori impazziti".
Cervantes vuole inoltre mettere in ridicolo la letteratura cavalleresca per fini personali. Infatti, egli fu soldato, combatté nella battaglia di Lepanto e fu un eroe reale (ovvero impegnato in battaglie reali in difesa della Cristianità), ma trascorse gli ultimi anni della sua vita in povertà (leggenda vuole che Cervantes trascorse gli ultimi suoi anni di vita in carcere), non solo non premiato per il suo valore, ma addirittura dimenticato da tutti.
Nel Don Chisciotte ogni cosa può essere soggetta a diversi punti di vista (ad esempio i mulini a vento diventano dei giganti), il che fa perdere chiaramente l'esatta concezione della realtà. Nell'opera di Cervantes è presente una dimensione tragica che dipende dall'inesistente corrispondenza fra cose e parole: le vicende cavalleresche ormai sono parole vuote, ma don Chisciotte a causa della sua locura ("pazzia", in spagnolo) non se ne accorge e cerca di ristabilire i rapporti fra realtà e libri. A fare da contraltare alle farneticazioni di don Chisciotte c'è Sancio Panza, che ogni volta interpreta correttamente le vicende molto terrene e mondane che il padrone scambia per mirabolanti avventure. Abbiamo quindi l'anziano hidalgo idealista fino a perdere la ragione e la rispettabilità e il popolano coi piedi fermamente piantati per terra e buon senso, che si fa però trascinare in disastrose imprese abbacinato dalle promesse di futura gloria.
L'accumularsi di situazioni in cui lo stesso oggetto dà origine a interpretazioni dei due personaggi diametralmente opposte senza che nessuno dei due prevalga sull'altro, che trasformano la realtà a seconda della prospettiva cui la si guarda, incutono nel lettore quella sensazione di incertezza irrisolvibile, tipica del Manierismo che viene risolta nella seconda parte grazie all'apertura di una nuova dimensione, squisitamente barocca, della narrazione, con la storia di nuovi eventi e la rifondazione dei vecchi su nuove basi in cui l'interpretazione e la narrazione vengono ad intrecciarsi in una rete di corrispondenze a specchio tra azione e riflessione, passato e presente, illusione e realtà, che è dinamica. All'interno di questa rete ognuno è costretto a reinterpretare la realtà come meglio crede poiché il narratore onnisciente scompare e il significato è affidato a due manoscritti diversi, spesso in contrapposizione fra di loro, con cui l'autore si prende gioco disseminando qua e là incongruenze e lacune per mettere in dubbio la verità dei due manoscritti. L'opera di Cervantes si colloca quindi perfettamente nell'età barocca in cui la realtà appare ambigua e sfuggente, dominata dall'indebolirsi del confine tra reale e fantastico nonché soggetta ad essere descritta da diversi punti di vista contraddittori.
Questo romanzo rispetto ai poemi cavallereschi (Orlando Furioso) tratta di argomenti contemporanei e non del passato (canzoni di gesta) ed è in prosa e non in versi. Del romanzo picaresco conserva l'interesse per gli aspetti più degradati della realtà (povere osterie, campagne desolate, ecc.) e per i personaggi più miseri (contadini, galeotti, prostitute) ma la condizione sociale del protagonista non è quella di un picaro bensì di un hidalgo. Inoltre, rispetto al romanzo picaresco, l'opera presenta una struttura e dei personaggi più complessi. Don Chisciotte rappresenta la crisi del Rinascimento e l'inizio del barocco. Il romanzo mette in luce l'esigenza di far emergere la propria individualità, fuori di rigidi rapporti sociali cristallizzati, facendo emergere l'istinto, la follia, il sogno, l'ignoto.. Il critico Mario Pazzaglia scrive: "L'intento dichiarato dell'autore era quello di abbattere l'autorità e il favore che hanno nel pubblico di tutto il mondo i libri di cavalleria, parodiandoli; e l'intento rispecchiava, in fondo, una crisi di valori nell'Europa del tempo travagliata da lotte di potenza imperialistica e dal deciso predominio del capitalismo che sosteneva i nuovi stati assolutistici ed era certo intimamente avverso a ogni forma di idealismo, di liberalità e di generosità cavalleresca". Don Chisciotte è preda della follia in quanto interpreta la realtà in maniera distorta, ma nella seconda parte del romanzo la sua follia appare in buona parte consapevole, proprio come quella che Amleto finge nella tragedia di William Shakespeare; la follia di don Chisciotte è lo strumento per rifiutare la volgarità e la bassezza del reale, la follia di Amleto è il mezzo attraverso il quale il protagonista, principe di Danimarca, tenta di smascherare la corruzione e l'immoralità della sua corte. La teatralità poi ha una parte fondamentale nell'opera di Cervantes: essa fa sì che il romanzo si trasformi in una grande recita che culmina con il falso duello tra don Chisciotte e il Cavaliere della Bianca Luna.
Cesare Segre scrive:"[...] Don Chisciotte si è poi preso come scudiero un contadino ignorante e sentenzioso, Sancio, che in linea di principio smonta con il buon senso le fantasticherie del padrone, ma lentamente è attratto nel gioco e diventa una caricatura dello stesso don Chisciotte. Il don Chisciotte della seconda parte è concepito da Cervantes in modo molto diverso, ma anche per mortificare un mistificatore, Avallaneda, che lo aveva anticipato con una seconda parte apocrifa. [....]
Così, mentre nella prima parte è don Chisciotte che cerca di trasformare la realtà secondo i suoi sogni, nella seconda si sente obbligato ad accettare e motivare a posteriori le trasformazioni apportate dai suoi interlocutori. I quali, onorandolo e coccolandolo, in realtà fanno di lui uno zimbello, quasi un buffone di corte" (in particolare, nella seconda parte, nei capitoli XXXIV-XXXV, vi si narra una macchinazione dei duchi di cui don Chisciotte è ospite). Segre conclude con queste riflessioni: "Se nella prima parte don Chisciotte si ingannava, nella seconda viene ingannato, e la parabola da pazzia trasfiguratrice a pazzia organizzata, eteronoma, segue l'arco narrativo costituito dallo sviluppo fra prima e seconda parte. Ciò rende più complesso il rapporto fra realtà e follia e invenzione, in un gioco di specchi esasperatamente letterario. Il mondo che ora don Chisciotte attraversa è molto più ricco e variegato di quanto lo stesso don Chisciotte immaginasse, ma è anche tale da produrre una serie crescente di scacchi, come la sconfitta in duello da parte di un cavaliere più finto di lui, o la rovinosa caduta nel fango dopo che un'orda di porci lo ha travolto con Sancio. Don Chisciotte è diventato un personaggio tragico, e, prima di dichiararsi risanato e pentito, e dunque vinto, sul letto di morte, esclama, come un mistico: io sono nato per vivere morendo".
Il Don Chisciotte è stato considerato il progenitore del romanzo moderno da importanti critici, tra cui György Lukács. Gli si contrappone, specie in ambito anglosassone, l'opera dello scrittore inglese del primo Settecento Daniel Defoe.
- Lettura in lingua spagnola dell'introduzione (file audio .ogg)

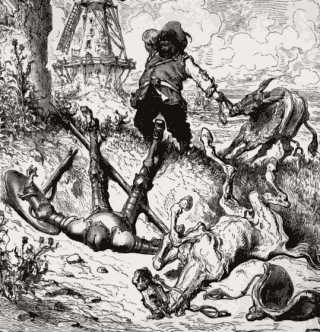
Don Chisciotte e Sancio Panza in una illustrazione di Gustave Doré
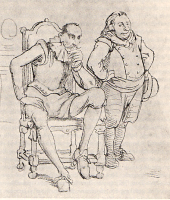
Don Chisciotte e Sancio Panza in una illustrazione di Wilhelm Marstrand
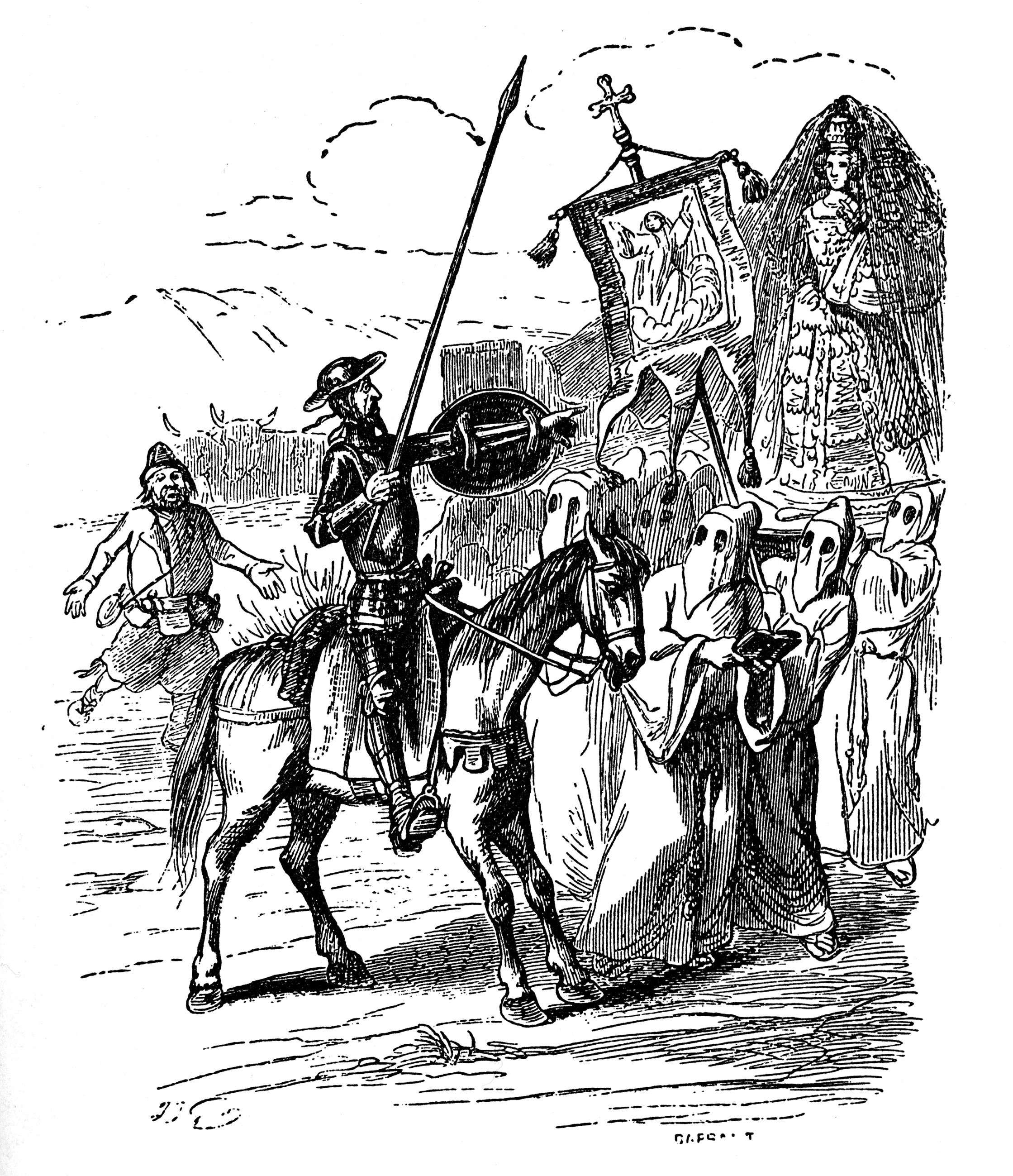
Don Chisciotte e Sancio Panza in una illustrazione di Jean-Ignace-Isidore Gérard

## Influenza in letteratura
Lo status del romanzo nella storia della letteratura è stato a causa di una ricca e variata influenza sugli scrittori posteriori a Cervantes. Alcuni esempi sono i seguenti:
- Segundo tomo del ingenioso hidalgo Don Chisciotte de la Mancha (1614) di Alonso Fernández de Avellaneda. Mentre Cervantes stava scrivendo il secondo volume, fu preceduto da un seguito apocrifo e di scrittore ancora ignoto. Questa opera riprende le avventure di don Chisciotte e di Sancio Panza mostrando una scarsa comprensione intima dei personaggi e del loro autore. Cervantes cita ripetutamente, per denunciarlo, il testo apocrifo nel secondo volume e più volte dichiara che l'itinerario seguito dai suoi eroi è diverso da quello indicato dal testo apocrifo. Nonostante la manifesta ira, dal secondo volume di don Chisciotte traspare anche un certo compiacimento per una imitazione così buona e si può dire che Cervantes fu portato proprio dal testo di Avellaneda a sviluppare una sorta di metaletteratura. Molti testi successivi, incluse le versioni teatrali e cinematografiche, hanno spesso preso spunto non solo dai due tomi di Cervantes, ma anche dalla versione apocrifa.
- Joseph Andrews (1742) di Henry Fielding riporta come sottotitolo l'indicazione che è "scritto in imitazione dello stile di Cervantes, autore di Don Chisciotte".
- The Female Quixote (1752), un romanzo di Charlotte Lennox in cui le letture intraprese dalla giovane protagonista la portano a travisare il mondo circostante.
- Vita e opinioni di Tristram Shandy, gentiluomo (1759 – 67) di Laurence Sterne è pieno di riferimenti, tra cui il cavallo di Yorick, Ronzinante.
- The Spiritual Quixote (1773) di Richard Graves è una satira sul Metodismo.
- Don Chisciotti e Sanciu Panza (1785-1787) di Giovanni Meli è una parodia di Don Chisciotte in siciliano.
- Ne I tre moschettieri (1844), D'Artagnan viene descritto come "un don Chisciotte diciottenne".
- Poesia intitolata Don Chisciotte di Gianni Rodari.
- L'opera di Miguel de Unamuno Vita di Don Chisciotte e Sancio (1905) è interamente dedicata a commentare il Chisciotte e tesa a comprendere il carattere dei due protagonisti anche in polemica con Cervantes, che, a detta dell'autore, non sempre li seppe intendere.
- Durante il XX secolo numerosi drammaturghi italiani hanno creato adattamenti e rese sceniche del Don Chisciotte; dal dramma con musica di Guido dell'Orso ad opera di Ceccardo Roccatagliata Ceccardi (1916) all'adattamento di Luigina Dagostino per la Fondazione Teatro Ragazzi e Giovani Onlus di Torino del 2016, Stefania Di Carlo ne ha annoverato 78 versioni italiane diverse nell'arco di un secolo.
- Don Chisciotte di a Mancia, di Miguel de Cervantes, Aiacciu (1925), è una traduzione della serie "E più belle pagine di l'autori stranieri messe in Corsu pè i lettori di A Muvra.
- Pierre Menard, autore del Chisciotte (in Finzioni, 1939) di Jorge Luis Borges è un racconto in cui un immaginario scrittore del novecento riscrive il Don Chisciotte parola per parola ma con ben diversi paradossali intimi significati.
- Ronzinante era il nome che John Steinbeck diede al suo furgone nel diario di viaggio Viaggio con Charley (1962).
- Asterix in Iberia (1969) di René Goscinny e Albert Uderzo. Asterix e Obelix incontrano don Chisciotte e Sancio Panza in una strada di campagna in Spagna, e Chisciotte perde la pazienza e parte alla carica quando la conversazione si sposta sui mulini a vento.
- Monsignor Chisciotte (1982) di Graham Greene. Monsignor Chisciotte è descritto come un discendente di don Chisciotte.
- Il mangaka Eiichiro Oda ha tratto ispirazione dal nome del protagonista del romanzo di Cervantes per la famiglia Donquixote, presente nel manga e anime One Piece. Inoltre, uno dei membri di tale famiglia si chiama Rosinante, in riferimento al cavallo di don Chisciotte, Ronzinante.
- Don Chisciotte è anche uno dei protagonisti del romanzo Quasi una fantasia di Alexander Powell; anche qui cavalca Ronzinante e menziona la sua amata Dulcinea e il suo scudiero Sancio Panza.

## Don Chisciottein musica
Il personaggio di don Chisciotte ha ispirato anche Giovanni Paisiello che scrisse un'opera buffa in tre atti su libretto di Giovanni Battista Lorenzi e che venne rappresentata per la prima volta al Teatro dei Fiorentini di Napoli nel 1769.Meno nota è l'opera di Georg Philipp Telemann intitolata "Don Quichotte an der Hochzeit des Camacho".
Famoso anche il poema sinfonico "Don Quixote" di Richard Strauss. Grazie ad una musica molto intuitiva, nella quale Strauss dipinge i personaggi e le molteplici situazioni, ascoltando questo brano straordinario, della durata di 40/45 minuti, possiamo ripercorrere l'epopea di don Chisciotte fino alla tragicomica meditazione notturna che avviene prima della morte. Inoltre famoso è il balletto Don Chisciotte con la musica di Ludwig Minkus, peraltro preceduto fin dal Seicento da altri balletti anch'essi ispirati al romanzo di Cervantes.
Fantastica e di grande respiro è inoltre l'opera Don Quichotte di Jules Massenet su libretto di Henri Caïn definita Commedia eroica in 5 atti. Di un solo atto è invece l'opera da camera di Manuel de Falla che si ispira al ben noto episodio "El retablo de Maese pedro". Da ricordare sono anche le tre liriche su testo di Paul de Moran su musica di Maurice Ravel e le "Tres chançons" di Jacques Ibert scritte per il celebre basso russo Fëdor Ivanovič Šaljapin inserite in un film del 1933 di Georg Wilhelm Pabst.
Anche nella musica leggera numerosi cantautori e gruppi si sono ispirati, al personaggio di don Chisciotte, evidenziandone talvolta l'aspetto della follia, altre dell'idealismo che combatte battaglie considerate dagli altri inutili:
- Don Quixote è una canzone dei 3RACHA
- Don Chisciotte balletto del 1869 (prima versione) e 1871 (seconda versione) coreografato da Marius Petipa con la musica di Aloisius Ludwig Minkus, rimontato nel 1900 da Alexander Gorsky sempre con la musica di Minkus.
- L'intero concept album La leyenda de la Mancha dei Mägo de Oz
- Don Chisciotte degli Arc-en-ciel
- Confessione di Alonso Chisciano di Ivano Fossati e Anna Lamberti-Bocconi
- Per amore mio (Ultimi giorni di Sancio P.) di Roberto Vecchioni
- Don Chisciotte dei Modena City Ramblers
- citazione in Kowalsky dei Gang
- Don Chisciotte di Piero Ciampi
- Don Chisciotte di Francesco Guccini
- Don Chisciotte degli Zoo
- Don Chisciotte de I Balordi
- Amen dei Marlene Kuntz
- Mulini a vento di Carmen Consoli
- Dulcinea di Archinuè
- Don Quixote (Spanish Rain) di Coldplay
- Don Quixote di C.C. Mariano e Milton Nascimento
- Don Quixote è un singolo di Nik Kershaw
- Don Quixote è una canzone dei Seventeen

## Adattamenti cinematografici
- Don Quixote (1903), corto francese, regia di Lucien Nonquet.
- Don Chischiotte (1911), corto italiano.
- Don Quixote (1915), film muto in cui recita DeWolf Hopper.
- Don Quixote (1927), un film muto, co-produzione danese-spagnola, regia di Lau Lauritzen Sr., tra gli attori il duo comico Pat e Patachon (Carl Schenstrøm e Harald Madsen).
- Don Chisciotte (Don Quixote, 1933), regia di Georg Wilhelm Pabst: tre diverse versioni realizzate nello stesso anno per le lingue francese, inglese e tedesca, basate sui medesimi script, scenografia, costumi; in tutte le versioni recita il basso russo Fëdor Šaljapin.
- Don Quixote (1934), regia di Ub Iwerks film d'animazione a colori, è un cartone animato ispirato al romanzo ma con apporti originali e differenze sostanziali nella trama (per esempio, nel cartoon Don Quixote demolisce il mulino a vento ed emette un grido di trionfo).
- Don Chisciotte della Mancia (Don Quijote de la Mancha, 1947), primo lungometraggio spagnolo tratto del romanzo, filologico, regia di Rafael Gil.
- Don Chisciotte (Дон-Кихот, 1957), produzione sovietica, regia di Grigori Kozintsev, colonna sonora di Gara Garayev e Nicolai Cherkassov tra gli attori.
- Don Quijote (1965), film televisivo in quattro parti, coproduzione franco-tedesca, regia di Carlo Rim, con Josef Meinrad come Don Chisciotte.
- Don Quichotte de Cervantes (1965), mediometraggio di 23 minuti, regia di Éric Rohmer.
- Don Chisciotte e Sancio Panza (1968), regia di Gianni Grimaldi, con Ciccio Ingrassia nella parte di don Chisciotte e Franco Franchi in quella di Sancio Panza
- L'uomo della Mancha (Man of La Mancha, 1972), regia di Arthur Hiller, Peter O'Toole recita la parte sia di Don Chisciotte che di Miguel de Cervantes, Sophia Loren recita le parti di Aldonza e Dulcinea, James Coco recita le parti di Sancio Panza e del servitore di Cervantes...
- Don Quijote cabalga de nuevo (1973), regia di Roberto Gavaldón, co-produzione ispano-messicana, Cantinflas recita la parte di Sancio Panza e Fernando Fernán Gómez interpreta Don Chisciotte.
- The Adventures of Don Quixote (1973), film televisivo, produzione inglese, interpreti: Rex Harrison e Frank Finlay, regia di Alvin Rakoff, script di Hugh Whitemore.
- Don Quixote (1973), versione filmica del balletto Minkus, interpreti: Rudol'f Nureev, Lucette Aldous, Robert Helpmann (Don Chisciotte) e altri ballerini australiani.
- Don Quixote of La Mancha (1987), lungometraggio animato dei Burbank Animation Studios.
- Life of Don Quixote and Sancho (1988), serie di 9 episodi, riprese fatte in Georgia e in Spagna, regia Rezo Chkheidze.
- Monsignor Quixote (1991), film televisivo tratto dal racconto di Graham Greene del 1982, regia di Rodney Greene, interpreti: Alec Guinness (Don Chisciotte), Leo McKern (Sancio), Ian Richardson, (il cardinale).
- El Quijote de Miguel de Cervantes (1991), miniserie televisiva tratta dalla Prima Parte del romanzo, regia di Manuel Gutiérrez Aragón, script del Premio Nobel Camilo José Cela e interpreti: Fernando Rey (Don Chisciotte), Alfredo Landa (Sancio)[12].
- Don Quixote, regia di Orson Welles, film mai completato nonostante riprese a singhiozzo durate 14 anni, versione recuperata da Jesús Franco e fatta uscire nel 1992.
- Don Quixote (2000), regia di Peter Yates, versione televisiva co-prodotta da Hallmark e da Turner Network Television, interpreti: John Lithgow, Bob Hoskins, Vanessa L. Williams, e Isabella Rossellini, script: John Mortimer.
- Lost in La Mancha (2002), film documentario sul primo tentativo fallito di Terry Gilliam, dal titolo L'uomo che uccise Don Chisciotte, di realizzare un adattamento cinematografico del Don Chisciotte.
- El Caballero Don Quijote (2002), film teatrale, ripresa della Seconda Parte del Chisciotte, regia di Manuel Gutiérrez Aragon, nuovo cast rispetto a quello nel film sulla Prima Parte, interprete: Juan Luis Galiardo (Don Chisciotte).
- Honor de cavalleria (2006), regia di Albert Serra, digressione d'autore sui personaggi di Don Chisciotte e Sancio Panza.
- Quijote (2006), di Domenico "Mimmo" Paladino
- Donkey Xote (2008), film in computer grafica in cui l'asinello che trasporta Sancio Panza racconta la sua versione della storia di Don Chisciotte
- Don Quixote (2009), adattamento cinematografico coreano del romanzo, edizione limitata.
- L'uomo che uccise Don Chisciotte (2018), diretto da Terry Gilliam.

## Adattamenti teatrali
- Alfonso Sastre, Il viaggio infinito di Sancio Panza, Firenze, Le Lettere, 1987.
- Paolo Migone, Don Chisciotte, senza esagerare..., con Paolo Migone e Marco Marzocca da un'idea di Paolo Migone con la partecipazione di Francesca Censi, regia di Laura Cantarelli.
- Luigina Dagostino, Don Chisciotte, Torino, Fondazione Onlus Teatro Ragazzi e Giovani, 2016.
- Alessio Boni, Don Chisciotte regia di Alessio Boni, Roberto Aldorasi e Marcello Prayer. Liberamente ispirato e adattato da Francesco Niccolini, con Alessio Boni e Serra Yılmaz, 2018.

## Adattamenti in opere liriche
- Antonio Caldara, Don Chisciotte in corte della duchessa, opera serio-ridícola per musica su libretto di Giovanni Claudio Pasquini, 1727.
- Giovanni Paisiello, Don Chisciotte, opera buffa in tre atti su libretto di Giovanni Battista Lorenzi; prima rappresentazione: Napoli, Teatro dei Fiorentini, 1769 (libretto pubblicato in Ferdinando Galiani e G. Battista Lorenzi, Socrate immaginario e Don Chisciotte, a cura di Gianandrea de Antonellis, Franco Di Mauro Editore, Napoli 2015).
- Saverio Mercadante, Don Chisciotte alle nozze di Gamaccio, opera in un atto su libretto di Stefano Ferrero; prima rappresentazione: Cadice, Teatro Principal, 1830.
- Jules Massenet, Don Quichotte, commedia eroica in cinque atti di Henri Caïn, da Jacques Le Lorrain, Prima rappresentazione: Montecarlo,Théâtre de l'Opéra, 19 febbraio 1910.

## Adattamenti televisivi
- La fantastica storia di don Chisciotte della Mancia, (1970) sceneggiato televisivo della Rai, con Gigi Proietti[13]
- Don Chisciotte (Don Quijote de la Mancha) (1979) è una serie televisiva animata spagnola
- Don Chisciotte (Zukkoke knight Don De La Mancha) (1980), anime giapponese, prodotto da Ashi Productions e distribuito da Toei Animation.
- Don Coyote e Sancho Panda (1990) serie televisiva animata statunitense, prodotta da Hanna-Barbera e Rai.
- Don Chisciotte, compare come fantasma insiema a Sancio Panza in Ghostbusters 1986 nell'episodio 46. Egli esce dal libro di un bambino spagnolo, insieme al suo fidato aiutante per difendere la sua famiglia da un gruppo di malviventi aiutato dagli acchiappafantasmi.

## Edizioni integrali italiane
- traduzione di Lorenzo Franciosini, Andrea Baba, Venezia, 1622-25
- traduzione di Bartolomeo Gamba, 8 voll., Venezia, 1818-19; Parma, 1829-30; Ist. Editoriale Italiano, 1913; Barion, 1931
- traduzione di Alfredo Giannini, Collana Biblioteca Sansoniana straniera (4 voll.), G.C. Sansoni, Firenze, 1923; Collana BUR, Rizzoli, Milano, 1949-2017, pp. 1328
- traduzione di Pietro Curcio, Curcio, 1950, pp. 684
- traduzione e introduzione di Ferdinando Carlesi, Collana Biblioteca Moderna (2 voll.: pp. 526 e pp. 574), Mondadori, Milano, 1933; Collana I Meridiani, Mondadori, 1974, pp. 1451 ISBN 88-04-11306-5; Collana Oscar, VIII edizione 1996.
- traduzione di Gherardo Marone, Collana I grandi scrittori stranieri, UTET, Torino, 1954-1982, pp. 1227 ISBN 88-02-03787-6
- traduzione di Vittorio Bodini, Collana I millenni, Einaudi, 1957; Collana Gli struzzi, Collana ETascabili, 1997; Collana ET Biblioteca, 2005, pp. 1185 ISBN 88-06-17779-6
- traduzione di Cesco Vian e Paola Cozzi (1960), Collana Tesori della narrativa universale, De Agostini, Novara, 1960, pp. 1140; Club del libro, 1960; EDIPEM, 1973
- traduzione di Gianni Buttafava, Ada Jachia Feliciani e Giovanna Maritano, Collana I Classici, Bietti, Milano 1967, pp. 833
- traduzione di Letizia Falzone, in Tutte le Opere, Mursia, 1971; Collana I grandi libri, Garzanti, Milano, 1974 pp. 924 ISBN 88-11-51960-8
- traduzione di Vincenzo La Gioia, Collana I classici classici, Frassinelli, Milano, 1997, pp. 1044 ISBN 88-7684-469-4
- traduzione di Barbara Troiano e Giorgio Di Dio, Collana Mammut, Newton Compton, Roma, 2007, pp. 810 ISBN 978-88-541-0738-0
- traduzione di Angelo Valastro Canale, introduzione, note e cura di Francisco Rico, Collana I Classici della Letteratura europea, Bompiani, Milano, 2012, pp. 2336, ISBN 978-88-45-27207-3 [testo spagnolo a fronte stabilito da F. Rico]
- traduzione a cura di Patrizia Botta, 2 voll., Mucchi, 2015, ISBN 978-88-70-00673-5